# Agrilus inclinatus
Agrilus inclinatus é uma espécie de inseto do género Agrilus, família Buprestidae, ordem Coleoptera.
Foi descrita cientificamente por Waterhouse, em 1889.